# 昭和物語
《昭和物語》是一部于2011年在東名阪網路6播放的日本電視動畫，衍生的作品有2011年1月29日上映的動畫電影《昭和物語 劇場版》。

## 概要
電視動畫全13話，與約100分鐘的電影總集篇同時進行。

## 故事
故事以昭和39年(1964)的东京为舞台，讲述生活在东京大田区蒲田，经营街道工厂的山崎家，一家人与当年度东京奥运会的故事。故事以日本的原风景、昭和39年（即公元1964年）情景为主要景色的高品质动画，将日本发展时代的时代风景完美的再现了出来。

## 出場人物
山崎公平（聲：千葉翔也）
山崎家次男。小學6年級（到第3話是小學5年級），12歳。喜歡棒球。
山崎裕子（聲：福圓美里）
山崎家長女。17歲，都立大森高級中學2年級。高挑又驕傲。
山崎太一（聲：青木誠）
山崎家長男。20歲，理工系大學3年級。沒有接家業的打算，希望能往製造業方面工作。
山崎有三（聲：松本保典）
車床業的工廠，山崎製作所社長。45歲。是個頑固的父親。原日軍陸軍。
山崎佳乃子（聲：玉川砂記子）
溫柔的母親。40歲。在工廠幫忙做會計。舊姓是真下。
山崎芳（聲：京田尚子）
有三的母親。68歳。看起來很嚴肅，不過實際上是很溫柔的奶奶。
田代吾郎（聲：塚田正昭）
通稱：吾郎。55歳。以住宿工工作的製作所的工作人員。平常一個人住在隔壁的公寓裡。
高柳良（聲：高木涉）
通稱：阿良。24歲。住在附近的動畫師。親手製作原子小金剛。不過也稍微在山崎製作所工作。
澤渡裕介（聲：吉野裕行）
裕子憧憬的學長。19歲。在御幸族的銀座的西服店就職。原籃球部隊長。與裕子約會。
葛西敏也
公平的好友。12歲。
宮本信一
公平的好友。12歲。
大谷節子
裕子的同學。17歲。
竹内弘子
裕子的同學。17歲。
田島健二
裕介的朋友，節子的青梅竹馬。
三浦久美子
太一初恋的人。在成年禮的日子的歌聲喫茶遇見而邀來舞廳，由於太一穿著學生制服而來讓愛情幻滅。
鳥居幹雄
公平的小學的轉學生。父親是貿易公司的社長，是個有錢人。因為很快搬家的關係。給公平製作了泛美航空的大型客機的紙模型，並提供了船橋健康中心的薄膜唱片。
辻本健悟
國中畢業後，從秋田往東京到集體就業的向井製作所工作的青年。工作態度又認真。有打棒球的經驗，對於公平最初很冷淡,不過在經過投接球練習後變得很親近。
真下綾子
住在橫川的佳乃子的姊妹。也是山崎兄弟妹們的阿姨。
敏雄
佳乃子在女子學校時憧憬的人。
山崎繁三郎
已過世的山崎爺爺的弟弟，是從三河來的叔公。長的很像爺爺。
故事・旁白（聲：菊地瞳）

## 主要的舞台背景
- 1964年夏季奧林匹克運動會
- 少年
- 歌聲喫茶
- 懷爐
- 東京國際機場國際線跑道完成

## 電視動畫

### 工作人員
- 監修 - 菅野哲夫
- 系列指導 - 村上匡宏
- 助監督 - 石倉賢一
- 系列構成 - 平野靖士
- 人物設計、總作畫監督 - 柳野龍男
- 美術監督 - 脇威志
- 色彩設計 - 藤木由香里
- 音響監督 - 本田保則
- 音樂 - 林魏堂
- 制作管理 -
- 制作公司 - WAO World
- 製作 - 森祐治、古谷真實、熊谷典和、遠藤圭介、梶野元延、波多美由紀、伊藤義行、江副純夫
- 製作人- 竹内宏彰、宋美善、村上匡宏
- 製作 -

### 插入曲
插入歌使用昭和時代的名曲。
- 『東京五輪音頭』（1話・ED、第4、12話、第13話・ED）

作詞：宮田隆，作曲：古田正，歌：三波春夫
- （2話・ED）

作詞：宮川哲夫，作曲：古賀政男，歌：三田明

### 各集列表
| 話數            | 日文標題               | 中文標題             | 監督     | 腳本     | 分鏡           | 演出                            | 作畫監督                                   | 作中時期     |
| --------------- | ---------------------- | -------------------- | -------- | -------- | -------------- | ------------------------------- | ------------------------------------------ | ------------ |
| 第1話           | 昭和三十九年元旦       | 昭和三十九年元旦     | 東郷光宏 | 平野靖士 | 浜津守         | 石倉賢一                        | 柏木めぐみ                                 | 昭和39年1月  |
| 第2話           | 二十歳・太一の失恋     | 二十歲・太一的失戀   | 東郷光宏 | 富田祐弘 | 釘宮洋         | 佐藤豊                          | 吉崎誠 高橋信也（レイアウト）              | 昭和39年1月  |
| 第3話 （第1話） | クレイジーな大冒険     | 瘋狂的大冒險         | 東郷光宏 | 荒川稔久 | 島津裕行       | 島津裕行                        | 西村元秀 森友ヒロキ 高橋信也（レイアウト） | 昭和39年2月  |
| 第4話           | 春よ来い               | 春天來了             | 東郷光宏 | 丸尾みほ | 石山貴明       | 荻原亨                          | 西城隆詞                                   | 昭和39年3月  |
| 第5話 （第2話） | 小遣いとキャッチボール | 零花錢投接球         | 釘宮洋   | 平野靖士 | 浜津守         | 高山秀樹 木村崇裕               | 柳瀬譲二                                   | 昭和39年4月  |
| 第6話           | 最悪な子供の日!        | 糟糕透頂的兒童節!    | 釘宮洋   | 富田祐弘 | 鈴木卓夫       | 立場良                          | 橋本勝巳                                   | 昭和39年5月  |
| 第7話           | ゆれる恋とプールサイド | 搖曳的戀愛和游泳湖畔 | 釘宮洋   | 丸尾みほ | 石山タカ明     | 三家本泰美                      | 太田雅三                                   | 昭和39年6月  |
| 第8話 （第3話） | 離婚防衛軍             | 離婚防衛軍           | 釘宮洋   | 荒川稔久 | 鈴木卓夫       | 岡崎幸男                        | 高橋直樹                                   | 昭和39年8月  |
| 第9話 （第4話） | 爺ちゃんの幽霊!?       | 爺爺的幽靈!?         | 釘宮洋   | 富田祐弘 | 浜津守         | 白石道太                        | 服部憲知                                   | 昭和39年8月  |
| 第10話          | 夏休みの終わり         | 暑假結束盡頭         | 釘宮洋   | 平野靖士 | 石山タカ明     | みくりや恭輔                    | 佐藤道雄                                   | 昭和39年8月  |
| 第11話          | ねえちゃんの星空       | 姐姐的星空           | 釘宮洋   | 丸尾みほ | 鈴木卓夫       | 新田義方 森友ヒロキ（演出助手） | 森友ヒロキ Cho Young Rea Lee Min Bae       | 昭和39年9月  |
| 第12話          | 秋風が泣いた、別れの日 | 秋風號氣、離別之日   | 釘宮洋   | 富田祐弘 | 浜津守         | 高山秀樹 木村崇裕               | 柳瀬譲二                                   | 昭和39年10月 |
| 第13話          | ボクたちのオリンピック | 我們的奧林匹克       | 釘宮洋   | 平野靖士 | まついひとゆき | 岡嶋国敏                        | 柏木めぐみ                                 | 昭和39年10月 |

### 播放電視台

#### 先行播放
| 放送地域 | 放送局     | 放送期間                      | 放送日時                                  | 放送系列                   | 備考                      |
| -------- | ---------- | ----------------------------- | ----------------------------------------- | -------------------------- | ------------------------- |
| 三重縣   | 三重電視台 | 2010年12月30日 - 2011年1月2日 | 每日 11:30 - 12:00                        | 獨立放送局 （東名阪網路6） | 4日連續放送               |
| 神奈川縣 | tvk        | 2011年1月4日 - 1月25日        | 星期二 21:00 - 21:30                      | 獨立放送局 （東名阪網路6） |                           |
| 京都府   | KBS京都    | 2011年1月7日 - 1月28日        | 星期五 17:00 - 17:30                      | 獨立放送局 （東名阪網路6） |                           |
| 埼玉縣   | 玉視       | 2011年1月7日 - 1月28日        | 星期五 18:00 - 18:30                      | 獨立放送局 （東名阪網路6） |                           |
| 千葉縣   | 千葉電視台 | 2011年1月7日 - 1月28日        | 星期五 20:55 - 21:25                      | 獨立放送局 （東名阪網路6） |                           |
| 兵庫縣   | SUN電視台  | 2011年1月15日 - 1月23日       | 星期六 18:30 - 19:00 星期日 17:00 - 17:30 | 獨立放送局 （東名阪網路6） | 星期六・星期日2日連續放送 |

#### 主要播放
| 放送地域 | 放送局     | 放送期間                      | 放送日時                                                        | 放送系列                   | 備考     |
| -------- | ---------- | ----------------------------- | --------------------------------------------------------------- | -------------------------- | -------- |
| 兵庫縣   | SUN電視台  | 2011年4月3日 - 6月26日        | 星期日 22:00 - 22:30                                            | 獨立放送局 （東名阪網路6） |          |
| 千葉縣   | 千葉電視台 | 2011年4月4日 - 6月27日        | 星期一 11:30 - 12:00                                            | 獨立放送局 （東名阪網路6） |          |
| 神奈川縣 | tvk        | 2011年4月4日 - 7月4日         | 星期一 18:30 - 19:00                                            | 獨立放送局 （東名阪網路6） |          |
| 埼玉縣   | 埼玉電視台 | 2011年4月9日 - 7月2日         | 星期六 13:00 - 13:30                                            | 獨立放送局 （東名阪網路6） |          |
| 三重縣   | 三重電視台 | 2011年4月16日 - 7月30日       | 星期六 13:00 - 13:30                                            | 獨立放送局 （東名阪網路6） |          |
| 京都府   | KBS京都    | 2011年4月17日 - 7月10日       | 星期日 22:00 - 22:30                                            | 獨立放送局 （東名阪網路6） |          |
| 日本全国 | BS11       | 2011年12月31日 2012年1月1日   | 星期六 12:00 - 15:00（6話連續） 星期日 12:00 - 15:30（7話連續） | BS放送                     | 一次放送 |
| 日本全国 | BS11       | 2012年1月7日 - 3月31日        | 星期六 08:30 - 09:00                                            | BS放送                     |          |
| 日本全国 | TBS電視台2 | 2012年12月14日 - 2013年1月3日 | 星期一 - 星期五 17:30 - 18:00                                   | CS放送                     | 重複放送 |

## 電影版
2011年1月29日在日本全國的WARNER MYCAL CINEMAS公開。片長100分鐘。

### 工作人員
- 監督 - 村上匡宏
- 監修 - 菅野哲夫
- 製作人 - 竹内宏彰、宋美善、村上匡宏
- 人物設計・總作畫監督 - 柳野龍男
- 美術監督 - 脇威志
- 編集 - 廣瀬清志
- 音樂 - 林魏堂
- 音響監督 - 本田保則
- 音樂監修 - 朝倉紀行
- 效果 - 倉橋静男
- 製作管理 - シンク
- 製作生產 - ワオワールド
- 製作 - 昭和物語製作委員会（シンク、ワオワールド、tvk、玉視、千葉電視台、三重電視台、KBS京都、SUN電視台）
- 配給 - シンク

## 外部連結
- （日語） 「昭和物語」公式サイト （页面存档备份，存于），官方網站。
- （日語） 昭和物語－スタッフのブログ，製作人員所開的網誌。
- YouTube - MemoriesofFamilies 的頻道 （页面存档备份，存于），製作單位在YouTube的頻道。